# Харамодун
Харамодун (рос. Харамодун) — улус Курумканського району, Бурятії Росії. Входить до складу Сільського поселення Аргада.
Населення — 73 особи (2015 рік).